# Vlag van Kerkrade

Vlag van de gemeente Kerkrade

De vlag van Kerkrade is nooit door de gemeenteraad van de Limburgse gemeente Kerkrade vastgesteld.
Het is een rechthoekige vlag waarvan de lengte zich tot de hoogte verhoudt als 2 : 3, met twee banen van gelijke hoogte: boven rood en onder wit.
Al sinds het midden van de vorige eeuw wordt deze vlag door de inwoners gebruikt. De kleuren rood en wit komen ook in het gemeentewapen voor op het schild van 's-Hertogenrade dat hierop is afgebeeld.

## Verwante symbolen

Het wapen van Kerkrade
De vlag van Indonesië
De vlag van Monaco

Beek 
· Beekdaelen 
· Beesel 
· Bergen 
· Brunssum 
· Echt-Susteren 
· Eijsden-Margraten 
· Gennep 
· Gulpen-Wittem 
· Heerlen 
· Horst aan de Maas 
· Kerkrade 
· Landgraaf 
· Leudal 
· Maasgouw 
· Maastricht 
· Meerssen 
· Mook en Middelaar 
· Nederweert 
· Peel en Maas 
· Roerdalen 
· Roermond 
· Simpelveld 
· Sittard-Geleen 
· Stein 
· Vaals 
· Valkenburg aan de Geul 
· Venlo 
· Venray 
· Voerendaal 
· Weert